# Емануил Папас
Емануил Папас (на гръцки: Εμμανουήλ Παπάς) е гръцки революционер, герой от Гръцката война за независимост.

## Биография
Роден е през 1772 година в сярското дарнашко гръцко село Довища (днес Емануил Папас), тогава в Османската империя. Папас носи фамилното име на майка си – Василики Папа, докато името на баща му свещеник е Димитриос Леондарис. Макар и с оскъдно образование, развива мащабна търговска дейност в Сяр и става собственик на магазини във Виена, Цариград и Пеща. Започнал работа в магазина на брат си, към 1814 година има състояние от 300 хиляди талера и е кредитор и на турци, включително и на влиятелния в Македония Исмаил бей. След смъртта на Исмаил в 1814 година Папас влиза в конфликт с неговия наследник Юсуф бей, който не иска да плати дълговете и през октомври 1817 година е принуден да бяга в Цариград.
В столицата на 21 декември 1819 година е посветен в тайното революционно общество Филики Етерия от Константинос Пападатос и посвещава целия си останал живот на подготовката на революция и влага цялото си имущество във финансирането на въстаническа армия.
В 1821 година при началото на военните действия в Дунавските княжества, Папас се опитва да координира усилията си с Анастасиос Каратасос. На 23 март, по указание на Александър Ипсиланти, Папас тайно товари в Цариград кораб с оръжие и боеприпаси и акостира при манастира Есфигмен на Атон и на 17 май вдига въстание на Халкидическия полуостров, начело на 4000 души, от които 1000 монаси. Въстанието обхваща Полигирос, Леригово, Ормилия, Ситония и района на днешното преградие на Солун Каламария.
Папас разделя силите си на две части: първата под негово командване тръгва към Пазаруда, за да пресече пътя на османските части, идващи от Цариград. Втората част, начело със Стаматиос Капсас през Леригово и планината Холомондас на 2 юни излиза в района на Микра (днешното солунско летище „Македония“) и заплашва да овладее града. Но османците излизат срещу въстаналите с големи сили от града и Капсас, който не успява да осъществи контакт с Каратасос, е принуден да отстъпи към Василика, където край манастира „Свети Атанасий“ е обкръжен и загива с всичките си 68 бойци.
След поражението на Капсас, Папас е принуден да отстъпи и да се укрепи на шийката на полуостров Касандра, където на 30 октомври е атакуван от 14 000 турци. Касандрия пада и е изгорена, а населението изклано или продадено в робство. Папас се укрива в манастира Есфигмен. Турците се отправят към Атон, а монасите пристъпват към преговори с командващия Абдул Абуд паша, който иска предаване на Папас. Съветът на игумените праща в Есфигмен писмо с искане за арест и предаване на Папас, но той е спасен от хидриота капитан хаджи Андонис Висвизис, който успява да го качи на кораба си и се отправя към Хидра. На борда Папас получава сърдечен пристъп и умира. Погребан е на Хидра на 5 декември 1821 година с военни почести.
В Гърция Емануил Папас е смятан един от най-героичните образи от Гръцката война за независимост. Негов паметници има в Сяр и в Атина. На негово име са кръстени дем, село, улици и училища в Гърция.
Синът му Николакис, роден на 7 март 1803 година, също участва във войната и загива при Каматеро в Атика под командването на Георгиос Караискакис. На 5 март 1905 година четата на Георги Радев влиза в Елшан и обгражда гъркоманските лидери, начело с Васил Челебиев (Василиос Целебонис) и при започналата престрелка загива Хараламби Диамандиев (Хараламбос Диамандис) и е ранен Петър Андонов (Петрос Антониу) от Кумли.